# Druk tsendhen
Druk tsendhen és l'himne nacional del Bhutan. Adoptat el 1953, composta la música per Aku Tongmi amb la lletra de Gyaldun Dasho Thinley Dorji. La lletra va ser escrita per Dolop Droep Namgay i possiblement traduïda a l'anglès per Dasho Gyaldun Thinley. La música que l'acompanya va ser composta per Aku Tongmi.